# Jeu-les-Bois
Jeu-les-Bois là một xã ở tỉnh Indre khu vực trung bộ Pháp. Xã này có diện tích 38,32 km², dân số thời điểm năm 1999 là 343 người. Khu vực này có độ cao trung bình 171 mét trên mực nước biển.
Thị trấn này có sông Bouzanne.